# Ронава
Ронава (словац. Ronava) — річка в Словаччині, ліва притока Гідри, протікає в окрузі Трнава.
Довжина приблизно 17 км. Витік знаходиться в масиві Дунайська низовина (геоморфологічна підодиниця Трнавські пагорби); на висоті близько 210-212 метрів.
Протікає територією сіл Борова; Ружиндол; Цифер; Водеради і Павлиці. Впадає у Гідру на висоті приблизно 120-122 метри.